# Catfish (film)
Catfish er en amerikansk dokumentarfilm fra 2010 af Ariel Schulman og Henry Joost. Den følger hvordan hovedpersonen, fotografen Nev (Yaniv) Schulman, bror til Ariel, opbygger et romantisk forhold til en kvinde via Facebook og andre sociale medier for til sidst at møde hende i det virkelige liv. Filmen blev en kritisk og kommerciel succes. Den første til MTV reality-tv-serien, Catfish: The TV Show, hvor Schulman er vært.